# Radio Frankfurt/Oder
Radio Frankfurt/Oder war ein privater Hörfunksender, der aus Frankfurt (Oder) sendete.
Radio Frankfurt/Oder war Teil der lokalen Hörfunkkette The Radio Group.  Empfangen werden konnte Radio Frankfurt/Oder auf der UKW-Frequenz 99,3 MHz und über Internet.
Das Moderatoren-Team bestand im letzten Jahr aus Enrico Jahn, der die Morningshow täglich von sechs bis zehn moderierte und Sarah Fuchs – sie begleitete die Hörer immer von 14 bis 18 Uhr durch den Nachmittag. Weitere Moderatoren waren unter anderem Udo Sicker, Franziska Maushake, Theres Balke und Maik Weiß. 
Die Gesellschafterversammlung der Brandenburger Lokalradios GmbH beschloss am 30. September 2015, den Sendebetrieb des Senders Radio Frankfurt (Oder) zum 31. Dezember 2015 aus wirtschaftlichen Gründen einzustellen.
Am 24. Dezember 2015 wurde die letzte Livesendung übertragen und ab dann bis einschließlich 31. Dezember 23:59 Uhr nur noch unmoderiert gesendet. Die Frequenz 99.3 wird seit dem Sommer 2016 nunmehr vom Kindersender Radio Teddy belegt.